# Граф Риверс

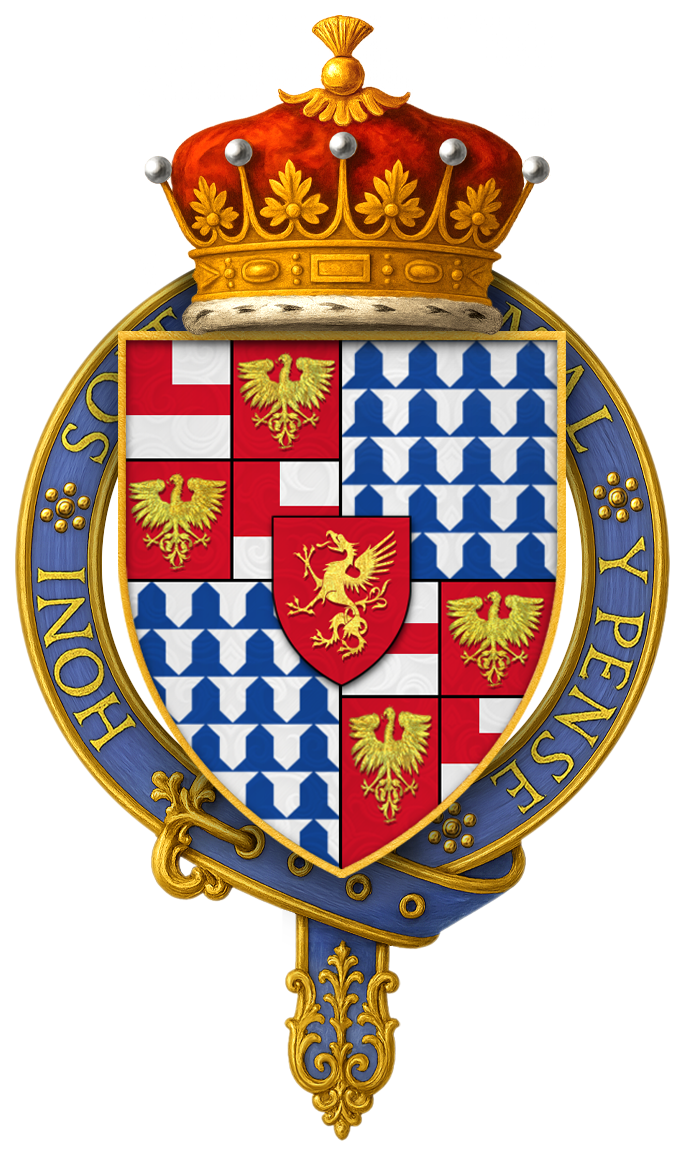
Герб сэра Ричарда Вудвилла, 1-го барона Риверса и 1-го графа Риверса

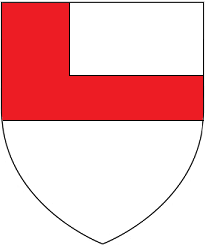
Герб рода Вудвилл

 Граф Риверс — угасший британский дворянский титул, создававшийся трижды в системе Пэрства Англии. Титул носили представители семей Вудвилл, Дарси и Сэвидж.

## История
Графский титул первой креации был создан для Ричарда Вудвилла, 1-го барона Риверса (1405—1469), 24 мая 1466 года. Он был отцом королевы Елизаветы Вудвилл, супруги короля Англии Эдуарда IV. Ещё в мае 1448 года Ричард Вудвилл получил титул 1-го барона Риверса. Также он занимал должности лорда-хранителя пяти портов (1459—1460), лорда верховного казначея Англии (1466—1469) и лорда верховного констебля Англии (1467—1469). Ему наследовал его сын, Энтони Вудвилл, 2-й граф Риверс (ок. 1440—1483), который в 1469 году получил титул 2-го барона Риверса. С 1473 по 1483 год занимал пост главного дворецкого Англии (англ.). В 1483 году Энтони Вудвилл был обезглавлен по приказу короля Ричарда III, а его владения и титулы были конфискованы. После 1485 года, когда к власти пришел Генрих VII, новым графом Риверсом стал Ричард Вудвилл (ум. 1491), младший брат Энтони Вудвилла. После смерти в 1491 году бездетного Ричарда Вудвилла его владения и титулы перешли к короне.
Графский титул второй креации был создан 4 ноября 1626 года для Томаса Дарси, 1-го виконта Колчестера (англ., 1565—1640), который также носил титул 3-го барона Дарси из Чиче с 1581 года. В 1613 году ему был пожалован титул 1-го барона Дарси из Чиче. В 1640 году после смерти Томаса Дарси ему наследовал его племянник, сэр Джон Сэвидж, 2-й виконт Сэвидж (1603—1654), сын Томаса Сэвиджа, 1-го виконта Сэвиджа, и Элизабет Дарси, графини Риверс. В 1624—1626 годах Джон Сэвидж представлял Честер в Палате общин Англии. В 1635 году после смерти своего отца Джон Сэвидж унаследовал титулы баронета и виконта Сэвиджа. В 1640 году после смерти Томаса Дарси его племянник, Джон Сэвидж, получил титулы барона Дарси из Чиче, виконта Колчестера и графа Риверса. Ему наследовал его старший сын, Томас Сэвидж, 3-й граф Риверс (ок. 1628—1694). Его сменил его второй сын от первого брака, Ричард Сэвидж, 4-й граф Риверс (ок. 1654—1712). Он представлял в Палате общин Уиган (1681—1685) и Ливерпуль (1689—1694), а также занимал должности капитана и полковника 3-го отряда конной гвардии (1692—1703), генерал-фельдцейхмейстера (англ.) и полковника королевской конной гвардии (1712), лорда-лейтенанта Чешира (1702—1703), Ланкашира (1702), Эссекса (1705—1712), констебля Тауэра и лорда-лейтенанта Тауэр-Хамлетса (1710—1712). Его преемником стал его двоюродный брат, Джон Сэвидж, 5-й граф Риверс (1665—1737). После смерти последнего графский титул прервался.
Элизабет Сэвидж, виконтесса Сэвидж (1581—1650), жена Томаса Сэвиджа, 1-го виконта Сэвиджа (1586—1635), дочь 1-го графа Риверса и мать 2-го графа Риверса, получила 21 апреля 1641 года пожизненный титул графини Риверс. В 1650 году после смерти Элизабет Сэвидж графский титул угас.
С 1776 по 1880 год существовал титул барона Риверса, который носили члены семьи Питт.

## Графы Риверс, первая креация (1466)
также Барон Риверс (Англия, 9 мая 1448)
- Ричард Вудвилл, 1-й граф Риверс (1405 — 12 августа 1469), сын сэра Ричарда Вудвилла из Грэфтона (ум. 1441) и Джоан Биттлсгейт.
- Энтони Вудвилл, 2-й граф Риверс (ок. 1440 — 25 июня 1483), старший сын предыдущего
- Ричард Вудвилл, 3-й граф Риверс (ок. 1453 — 6 марта 1491), младший брат предыдущего.

## Графы Риверс, вторая креация (1626)
- Томас Дарси, 1-й граф Риверс (1565 — 25 февраля 1640), сын Джона Дарси, 2-го барона Дарси из Чиче (ум. 1581)

также Виконт Колчестер (Англия, 5 июля 1621), барон Дарси из Чиче (Англия, 1551), барон Дарси из Чиче (Англия, 1613)
- Джон Сэвидж, 2-й граф Риверс (ок. 1603 — 10 октября 1654), сын Томаса Сэвиджа, 1-го виконта Сэвиджа (ок. 1586—1635), и Элизабет Дарси (1581—1650), внук Томаса Дарси, 1-го графа Риверса по материнской линии

также виконт Колчестер (Англия, 1621), виконт Сэвидж (Англия, 1626), барон Дарси из Чиче (Англия, 1613), баронет из Роксэвиджа (Англия, 1611)
- Томас Сэвидж, 3-й граф Риверс (ок. 1628 — 14 сентября 1694), старший сын предыдущего
- Ричард Сэвидж, 4-й граф Риверс (ок. 1654 — 18 августа 1712), второй сын предыдущего
- Джон Сэвидж, 5-й граф Риверс (29 апреля 1665 — 9 мая 1737), двоюродный брат предыдущего, сын достопочтенного Ричарда Сэвиджа и внук 2-го графа Риверса.

## Графы Риверс, третья креация (1641)
- Элизабет Сэвидж, графиня Риверс (1581 — 9 марта 1650), дочь Томаса Дарси, 3-го барона Дарси из Чиче (позднее графа Риверса), и Мэри Китсон (ум. 1644), внучки Томаса Китсона

также виконтесса Колчестер (Англия, 1641). Оба титулы были пожизненными.